# Kristinebergs kyrka
Kristinebergs kyrka var en kyrkobyggnad i Kristineberg i Lycksele kommun. Den var församlingskyrka i Lycksele församling, Luleå stift. Kyrkan revs 2013.

## Kyrkobyggnaden
Kyrkan uppfördes 1959 efter ritningar av arkitekt Kjell Wretling. Byggnaden hade en stomme av trä, reveterade ytterväggar och var täckt av ett tegelklätt sadeltak. Kyrkorummet hade golv täckt med linoleummatta, ljust målade väggar och ett träpanelat tak.
Vid kyrkan fanns en fristående klockstapel i trä.
Altartavlan föreställande den "Den barmhärtige samariten" var utförd av David Wretling. Den sista gudstjänsten firades i kyrkan i augusti 2012 och i februari 2013 revs kyrkan.

## Orgel
- Före 1969 byggdes en orgel till kyrkan av Grönlunds Orgelbyggeri, Gammelstad.
- Den nuvarande[förtydliga] orgeln är byggd 1969 av Grönlunds Orgelbyggeri, Gammelstad och är en mekanisk orgel. Samtliga register i manualen är delade.

| Manual            | Pedal      | Koppel   |  |
| Gedackt 8’        | Subbas 16’ | Man/Ped. |  |
| Principal 4'      |            |          |  |
| Rörflöjt 4’       |            |          |  |
| Waldflöjt 2’      |            |          |  |
| Cymbel II         |            |          |  |
| Crescendosvällare |            |          |  |